# 배리 레빈슨
배리 레빈슨(Barry Levinson, 1942년 4월 6일 ~ )은 미국의 영화 감독, 영화 각본가, 프로듀서, 배우이다. 1988년 영화 《레인 맨》을 통해 베를린 영화제 황금곰상, 아카데미 감독상을 수상했다.

## 젊은 시절
레빈슨은 메릴랜드주, 볼티모어에서 크리친스키와 가구와 기구 사업에 종사했던 어빈 레빈슨의 아들로 태어났다. 볼티모어서 성장했으며 포레스트 파크 고등학교를 졸업한 후, 레빈슨은 배우와 작가로서 일기하기 위해 로스앤젤레스로 이사하기 전에 워싱턴 D.C.에 있는 아메리칸 대학교에 다녔었다. 레빈슨은 한 때 마약밀수업자 조지 정과 아파트에서 함께 살았으며 영화 블로우의 토대가 된다.

## 경력
레빈슨이 최초로 쓴 작품명은 《The Marty Feldman Comedy Machine》, 《The Lohman and Barley Show》, 《The Tim Conway Show》, 《The Carol Burnett Show》 같은 다양한 쇼에 대한 것이었다. 각본가로서 상당한 성공 후 - 특히 멜 브룩스 코미디 《Silent Movie》(1976년)와 그가 벨보이로서 카메오 출연을 했던 《리버티 하이츠》(1977년), 당시 부인 밸러리 커틴과 공동 집필했던 오스카 각본상으로 노미네이트된 《...And Justice for All》(1979년) - 레빈슨은 또한 그가 각본을 쓰고 그를 〈최고 각본상〉으로 오스카 노미네이션을 받게했던 《청춘의 양지》(1982년)과 함께 영화감독으로서 그의 경력을 시작했다. 그의 형 해리는 토론토에 살며, 소설 작가로 알려져 있다.
《청춘의 양지》는 레빈슨의 청년시절의 볼티모어에 있는 영화 세트장에서 찍은 시리즈 중 최초였다. 다른것들은 리처드 드레이퍼스와 대니 데비토가 주연을 한 1950년대 알루미늄 판매원의 이야기《캐딜락 공방전》(1987년), 일라이저 우드의 가장 초기의 출연작들 중 하나이며 그가 주연을 했던 《아발론》(1990년), 《리버티 하이츠》(1999년)이었다.
비평적으로나 재정적으로 둘 다였던 그의 최대 히트작은 더스틴 호프만과 톰 크루즈와 함께했으며 레빈슨 또한 배우로서 출연한 《레인 맨》(1988년)이었다. 영화는 아카데미 감독상을 포함하는 4개의 아카데미 상을 수상했다. 그의 경력에 있어 또다른 유명한 영화는 후에 《Quiz Show》를 연출하며 레빈슨을 텔레비전 명사 데이브 개로웨이로서 캐스팅하게 될 로버트 레드포드가 주연을 한 1984년의 야구 드라마 《내츄럴》이었다. 레빈슨은 또한 《굿모닝 베트남》(1987년)과 로빈 윌리엄스와 함께했던 《토이즈》(1992년), 워런 비티와 함께한 《벅시》(1991년)을 감독했다.그는 다시 로버트 드니로의 공동 주연의 정치 코미티 《왝 더 독》(1997년)에서 더스틴 호프만을 감독했다. 레빈슨은 1982년에 호프만의 히트한 코미디《투씨》에서 공식적으로 인정 받지 못한 공동 작가를 한 상태였다. 그는 1994년 그 콤비가 각자의 길로 나뉠 때까지 영화 프로덕션 회사 볼티모어 픽처스를 구성하기 위해 프로듀서 마크 존슨과 함께 동업을 했다.
레빈슨은 볼프강 피터슨이 감독을 한 《The Perfect Storm》 같은 주요한 제작에서 프로듀서 혹은 최고 프로듀서를 한 상태였다. 노이로제에 걸린 폭도의 두목으로서 드니로와 그의 치료사로서 빌리 크리스탈가 주연한 《Analyze That》(2002년)과 《Possession》(2002년)은 A.S. 비야트가 쓴 베스트 셀러 소설에 기반을 둔다.
그는 톰 폰타나 (The Levinson/Fontana Company)와 함께 텔레비전 프로덕션 회사를 소유하고 있으며 1993년부터 1999년까지 NBC에서 방영되었던 《Homicide: Life on the Street》와 HBO 감옥 드라마 《Oz》를 수반하는 수많은 시리즈에서 최고 프로듀서로서 역할을 다했다. 레빈슨은 또한 그가 판사를 연기했으며, 단기간 방영되었던 TV 시리즈 《The Jury》에서 주요한 역할을 수행했다.
레빈슨은 2003년 그의 최초의 소설 《Sixty-Six》를 출판했다. 그의 영화 중 몇편처럼, 그 소설은 반자서전적이었으며 1960년대 볼티모어를 배경에 둔다. 그는 아메리칸 익스프레스 광고 《The Adventures of Seinfeld and Superman》의 두 웨비소드를 감독했다.
레빈슨은 2008년 민주 공화당의 전국 대회에 관계하여 다큐멘터리 《Poliwood》를 감독했다. 팀 데일리, 로빈 브롱크, 로버트 E. 바룩이 제작한 그 다큐멘터리는 2009년 《트리베카 영화 축제》에서 초연을 했다.

## 작품 목록
- 청춘의 양지 (1982)
- 내츄럴 (1984)
- 피라미드의 공포 (1985)
- 캐딜락 공방전 (1987)
- 굿모닝 베트남 (1987)
- 레인 맨 (1988)
- 아발론 (1990)
- 벅시 (1991)
- 토이즈 (1992)
- 지미 헐리우드 (1994)
- 폭로 (1994)
- 슬리퍼스 (1996)
- 왝 더 독 (1997)
- 스피어 (1998)
- 리버티 하이츠 (1999)
- 에버래스팅 피스 (2000)
- 밴디츠 (2001)
- 엔비 (2004)
- 맨 오브 더 이어 (2006)
- 할리우드 폭로전 (2008)
- 폴리우드 (2009, 다큐)
- 유 돈 노우 잭 (2010)
- 더 베이 (2012)
- 은밀한 관계 (2014)
- 카스바 (2015)
- 더 위저드 오브 라이스 (2017)
- 패터노 (2018)
- 더 서바이버 (2021)